# 3sat

Logo w latach 2003–2019

3sat – niemieckojęzyczny kanał telewizyjny o charakterze kulturalnym, utrzymywany wspólnie przez telewizje publiczne z trzech (stąd nazwa) europejskich krajów niemieckojęzycznych: Niemiec (ARD i ZDF), Austrii (ORF) i Szwajcarii (SRG SSR). Przez ostatnie dwa lata przed zjednoczeniem Niemiec, czwartym partnerem była telewizja wschodnioniemiecka (DFF).
W Polsce dostępny jest za pośrednictwem satelity Astra, gdzie można go spotkać również w sieciach kablowych, a na terenach przygranicznych jest dostępny również z naziemnej telewizji cyfrowej.